# 潘乔·比利亚
何塞·多羅提歐·阿朗戈·阿朗布拉（西班牙語：José Doroteo Arango Arámbula；1878年6月5日—1923年7月20日），化名弗朗西斯科·比亞，綽號是龐丘·比亞，墨西哥1910-1917年革命時之北方農民義軍领袖。
比亞出身于奇瓦瓦州债务农奴家庭，本是貧農，青年时代即参加反抗地主的斗争。1910年，在奇瓦瓦州领導農民起義，所率武装成为推翻迪亚斯独裁政权主力之一。1913年，建立北方農民義軍，得悉維克多里安諾·伍爾塔（1854—1916）发动反革命政变后，提出捍卫宪法和自由的口号，参加推翻伍爾塔的斗争。带领“北部师”迭次重创伍爾塔的军队，并在所辖地区打击地主和教会反动势力，把土地分配给债务制农民，解放华雷斯、托雷翁等重要城镇。1914年，与薩帕塔佔领首都墨西哥城。后政权落入卡朗萨（1859—1920）手里。1915年被割断军粮供应，被迫撤出墨西哥城，1916年发表告国民书，反击美国的武装入侵。1920年卡朗萨被推翻后，同新政权达成协议并退居杜兰哥州。1923年，在卡努提略遭遇暗殺而身亡。